# Vesikel (huid)
Een vesikel of blaasje (Latijn: vesicula) is een van de efflorescenties in de dermatologie. Het is een holte in de opperhuid, gevuld met helder vocht. Een vesikel is kleiner dan een blaar, meestal wordt een grens van 1 cm gehanteerd. Als er veel ontstekingscellen in het vocht aanwezig zijn, wordt het vocht troebel; het wordt dan een pustel genoemd.
Huidaandoeningen met vesikels:
- Acrovesiculeus eczeem, acuut allergisch contacteczeem.
- Herpes-simplexinfecties (koortslip, herpes genitalis).
- Varicella-zosterinfectie (waterpokken, gordelroos).
- Dermatitis herpetiformis (een auto-immuunblaarvormende huidaandoening, zie ook pemfigoïd).
- Miliaria (verstopte zweetkliertjes).
- Dyshidrosis lamellosa sicca zijn luchtblaasjes en schilfering aan de handen.

Een vesikel kan ook een klein membraanblaasje zijn dat kan versmelten met het membraan van de cel waarin het zich bevindt.